# Pudwągi
Pudwągi (niem. Posewangen) – wieś w Polsce położona w województwie warmińsko-mazurskim, w powiecie kętrzyńskim, w gminie Reszel.
W latach 1975–1998 miejscowość administracyjnie należała do województwa olsztyńskiego.